# トリパノソーマ症

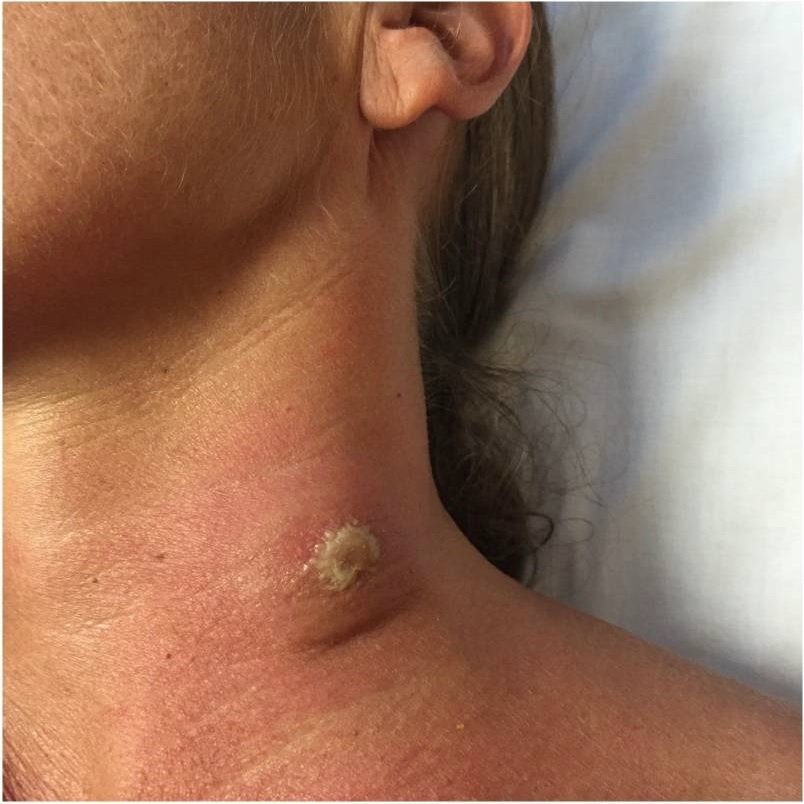
ヒトの頸部に生じた潰瘍

トリパノソーマ症（トリパノソーマしょう、trypanosomiasis）とは鞭毛虫類キネトプラスト門トリパノソーマ属原虫の感染を原因とする疾病の総称。
日本では家畜伝染病予防法において届出伝染病に指定されている（対象は牛、水牛、馬）。なお、日本獣医学会の提言で法令上の名称が「トリパノソーマ病」から「トリパノソーマ症」に変更された。

## 特徴
クルーズトリパノソーマ（Trypanosoma cruzi）感染を原因とするシャーガス病、ブルーストリパノソーマの1亜種であるTrypanosoma brucei gambiense感染を原因とするガンビアトリパノソーマ症（慢性睡眠病）、Trypanosoma brucei rhodesiense感染を原因とするローデシアトリパノソーマ症（急性睡眠病）が代表的な疾患である。いずれも吸血昆虫により媒介される。家畜に認められるトリパノソーマ症のうち，媾疫トリパノソーマ（Trypanosoma equiperdum）による媾疫は媒介者なしで感染する唯一のトリパノソーマ症である。
|          | 原因                   | 感染経路         | 症状                   |
| -------- | ---------------------- | ---------------- | ---------------------- |
| 媾疫     | Trypanosoma equiperdum | 交尾感染         | 生殖器の炎症、貧血     |
| スルラ病 | Trypanosoma evansi     | 吸血昆虫媒介     | 熱性浮腫、貧血         |
| ナガナ病 | Trypanosoma brucei     | ツェツェバエ媒介 | 腹部・陰囊の浮腫、貧血 |